# Кисельово (Марі-Турецький район)
Кисельо́во (рос. Киселёво, марій. Киселёво) — присілок у складі Марі-Турецького району Марій Ел, Росія. Входить до складу Карлиганського сільського поселення.

## Населення
Населення — 210 осіб (2010; 255 у 2002).
Національний склад (станом на 2002 рік):
- удмурти — 90 %